# Puolivälinkangas
Puolivälinkangas (en finnois : Puolivälinkankaan kaupunginosa) est  un  quartier du district de Puolivälinkangas de la ville d'Oulu en Finlande.

## Description
Le quartier compte 2 902 habitants (31.12.2018).

## Galerie

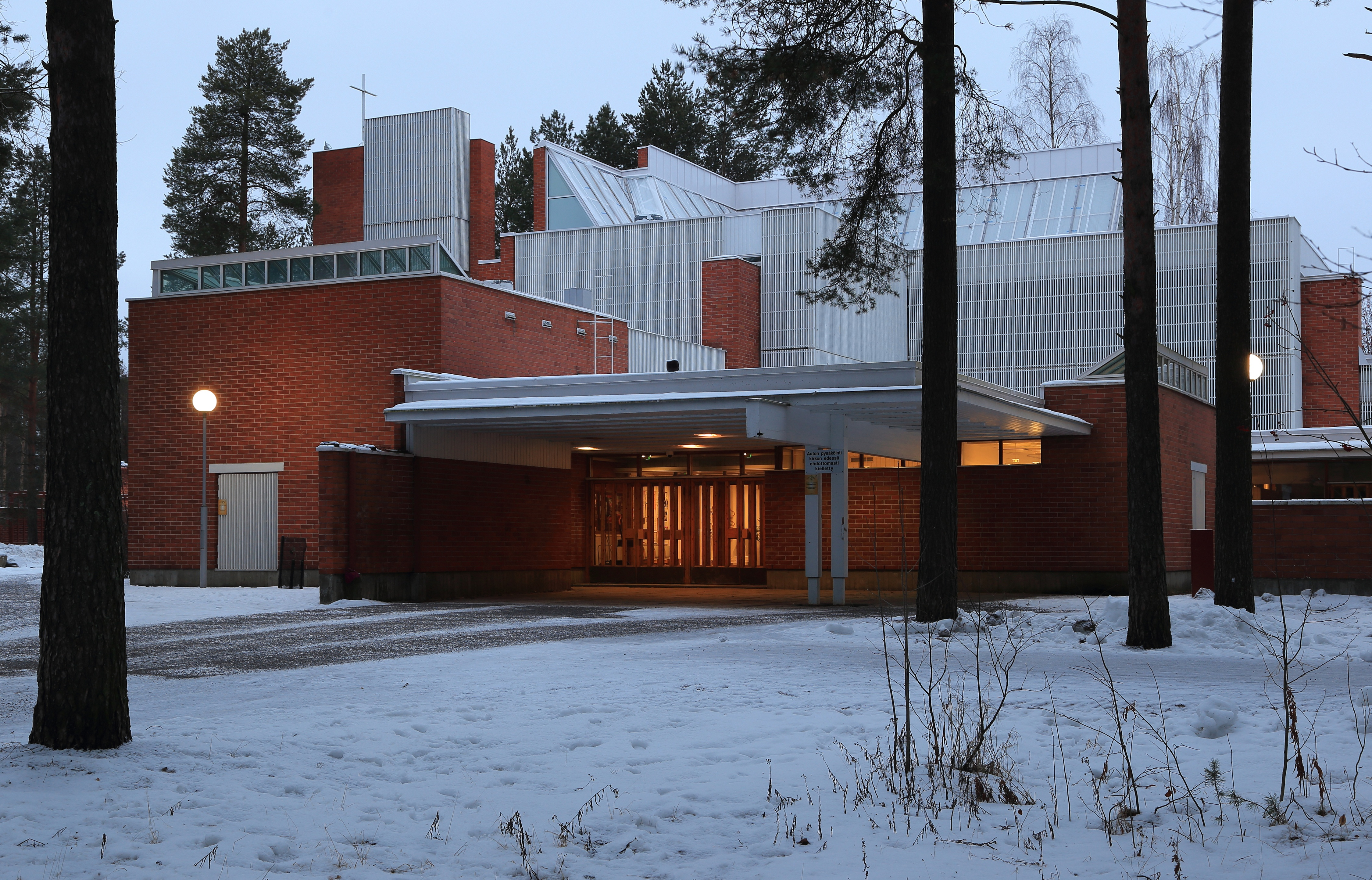
Église Saint-Thomas de Puolivälinkangas
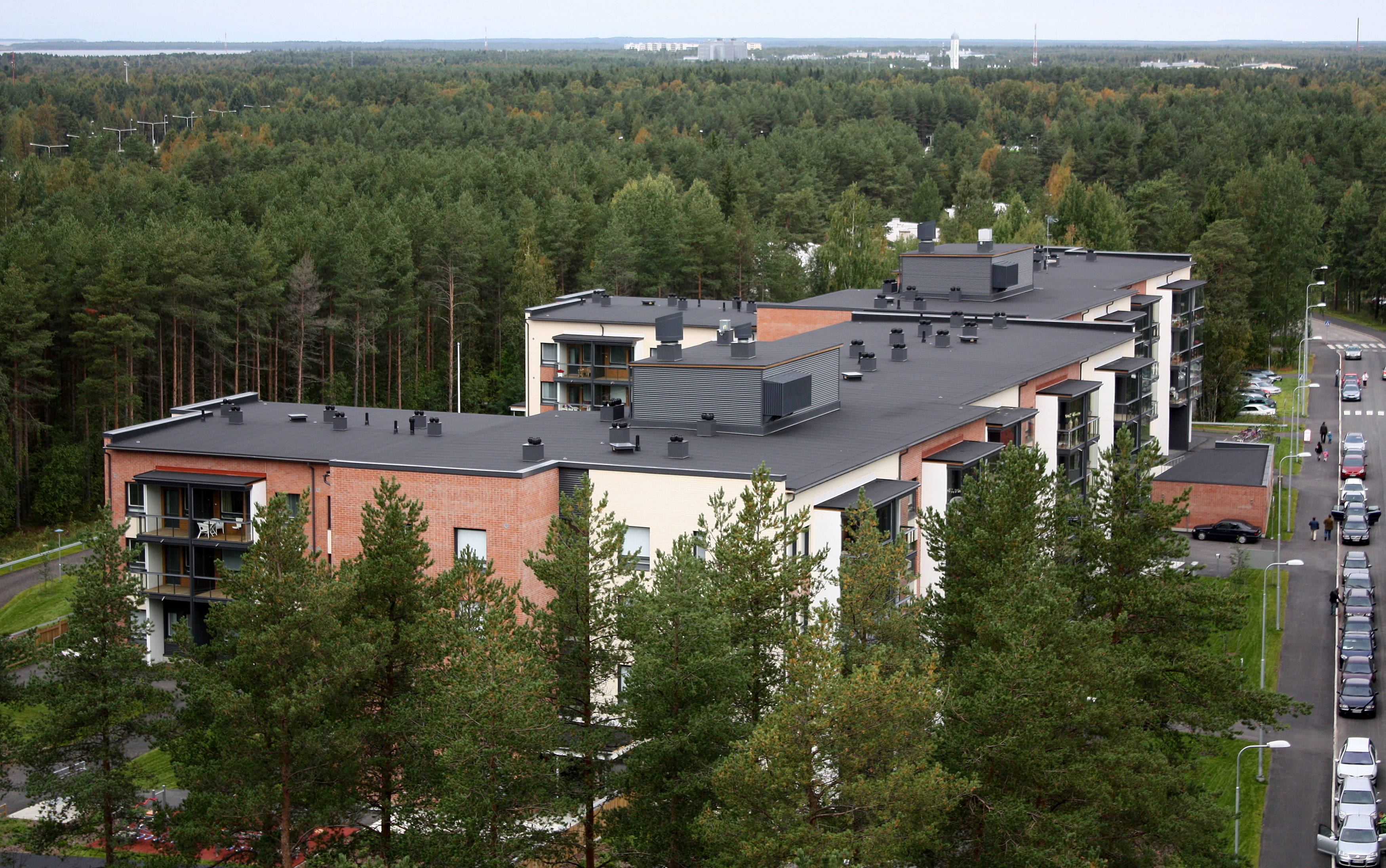
Mielikintie 8.